# San Luis (Dzilam de Bravo)
San Luis es una localidad del municipio de Dzilam de Bravo en el estado de Yucatán, México.

## Toponimia
El nombre (San Luis) hace referencia a la Luis IX de Francia.

## Demografía
Según el censo de 2005 realizado por el INEGI, la población de la localidad era de 0 habitantes.
| 7                           | 0 | 0 | 7 | 0 | 0 | 0 | 0 | 6 | 0 | ? | 0 | 0 |
| (Fuente: INEGI [Consultar]) |   |   |   |   |   |   |   |   |   |   |   |   |